# Cecil Grayson
Cecil Grayson (* 5. Februar 1920; † 28. April 1998 in Oxford) war ein britischer Romanist und Italianist.

## Leben
Grayson besuchte die Batley Grammar School, diente sechs Jahre in Indien und machte 1947 seinen Studienabschluss an der St Edmund Hall in Oxford. Ab 1948 lehrte er in Oxford, von 1958 bis 1987 als Serena Professor of Italian Studies.
Grayson war langjähriger Präsident der Oxford Dante Society. Er war Mitglied mehrerer Akademien. So wurde er 1979 zum Mitglied (Fellow) der British Academy gewählt.
Grayson war Commander des Order of the British Empire (CBE, 1992). 

## Schriften

### Monografien
- Cinque saggi su Dante, Bologna 1972.
- Studi su Leon Battista Alberti, hrsg. von Paola Claut, Florenz 1998.

### Herausgebertätigkeit
- (mit Carlo Dionisotti) Early Italian texts, Oxford 1949, 1965, 1972.
- Opusculi inediti di Leon Battista Alberti : Musca. Vita S. Potiti, Florenz 1954, Pisa 2005.
- Vincenzo Calmeta, Prose e lettere edite e inedite, Bologna 1959.
- Leon Battista Alberti, Opere volgari, 3 Bde., Bari 1960–1973.
- La Prima grammatica della lingua volgare. La grammatichetta vaticana cod. Vat. Reg. Lat. 1370, Bologna 1964.
- Francesco Guicciardini Selected Writings, London 1965.
- Leon Battista Alberti, On Painting and on Sculpture. The Latin Texts of De Pictura and De Statua, London 1972.
- Leon Battista Alberti, De Pictura, Rom/Bari 1975, 1980.
- The World of Dante. Essays on Dante and his times, Oxford 1980.

### Übersetzertätigkeit
- Roberto Ridolfi, The life of Girolamo Savonarola, New York 1959.
- Roberto Ridolfi, The life of Niccolò Machiavelli, London 1963.
- Roberto Ridolfi, The life of Francesco Guicciardini, London 1967.
- Leon Battista Alberti, On painting, hrsg. von Martin Kemp, London 1991.